# European Chamber Music Academy
Die ECMA – European Chamber Music Academy ist ein österreichischer Verein, der junge Kammermusikensembles fördert.

## Tätigkeitsschwerpunkte
Die ECMA wurde 2004 auf Initiative von Hatto Beyerle gegründet und bietet als Kooperation europäischer Ausbildungsinstitutionen und Festivals ein zweijähriges Weiterbildungsprogramm für ausgewählte Kammermusikensembles an. Insbesondere fördert ECMA Streichquartette und Klaviertrios. Innerhalb des Programmes veranstalten die verschiedenen Partnerinstitutionen in regelmäßigen Abständen einwöchige Sessionen. Dabei werden die ECMA-Ensembles durch Dozenten betreut. Kulturhistorische, aufführungspraktische, philosophische etc. Vorträge und Schwerpunktworkshops bilden in dieser Konzeption den Hintergrund für die vertiefende künstlerische Arbeit. Rechtlich ist ECMA ein Verein österreichischen Rechts. Präsident des Vereins ist Mathias Deichmann. Künstlerische Leiter der ECMA sind Hatto Beyerle und Johannes Meissl.

## Partnerinstitutionen
- mdw – Universität für Musik und darstellende Kunst Wien (Österreich)
- Pariser Konservatorium (Frankreich)
- Scuola di Musica di Fiesole (Italien)
- Musik- und Theaterakademie Litauens Vilnius (Litauen)
- Norwegische Musikhochschule Oslo (Norwegen)
- Royal Northern College of Music Manchester (Großbritannien)
- Hochschule der Künste Bern Bern (Schweiz)
- Koninklijk Conservatorium Den Haag (Niederlande)

## Außerordentliche Mitglieder
- Festival Pablo Casals (Frankreich)

## Ensembles
- Acros Trio (Venezuela/Deutschland/Ecuador)
- Arcis Saxophon Quartett (Deutschland)
- ClariNord (USA/China/Südkorea)
- Giocoso Streichquartett (Deutschland/Rumänien/Niederlande)
- Mettis String Quartet (Litauen)
- Pacific Quartet Vienna (Japan/Ungarn/Taiwan/Schweiz)
- Quartetto Lyskamm (Italien/Deutschland)
- Quatuor Akilone (Frankreich)
- Stefan Zweig Trio (Japan/Frankreich/Bulgarien)
- Stratos Quartett (Österreich/Finnland/Tschechien)
- Trio Metral (Frankreich)

## Alumni-Ensembles
- Apollon Musagète Quartett (Polen)
- Arcadia Quartett (Rumänien)
- Berolina Trio (Polen/Deutschland)
- Boulanger Trio (Deutschland)
- Cuarteto Quiroga (Spanien)
- Galatea Quartett (Schweiz)
- Kamus Quartett (Finnland)
- Meta4 (Finnland)
- Minetti Quartett (Österreich)
- Paul Klee Trio (Frankreich)
- Streeton Trio (Australien)
- Quartetto di Cremona (Italien)
- Quatuor Girard (Frankreich)
- Quatuor Zaïde (Frankreich)
- Trio Atanassov (Frankreich)
- Trio Chausson (Frankreich)
- Trio FortVio (Litauen)
- Trio Gaspard (Deutschland/Albanien/Griechenland/Großbritannien)
- Trio Imáge (Deutschland)
- Trio Karénine Frankreich
- Trio Métabole (Frankreich)
- Wu Quartet (Großbritannien)